# Eilema pseudoluteola
Eilema pseudoluteola là một loài bướm đêm thuộc phân họ Arctiinae, họ Erebidae.